# Durango Recording
Durango Recording  är en inspelningsstudio på Textilgatan 43 i Stockholm.

## Historik
Studion öppnade 2001. Under studions första 10 år huserade även Johan Lindström från Tonbruket i lokalerna.
Andreas Dahlbäck arbetar tillsammans med Gustav Lindelöw som ljudtekniker i studion.

## Inspelade artister
Bland de artister som arbetat i Durango Recording kan nämnas följande:

- Abalone Dots
- Andreas Johnson
- Anna Ternheim
- Bo Kaspers Orkester
- Cajsa Siik
- Caroline af Ugglas
- Caroline Harrison
- Dag Vag
- Daniel Lemma
- David Urwitz
- Dregen
- Ebba Forsberg
- Eskobar
- Freddie Wadling
- Frida Andersson
- Hanna Elmquist
- Jessica Andersson
- Josh Weller
- Jörgen Thorsson
- Kaia Huuse
- Kalle Moraeus
- Kristofer Åström
- Magnus Uggla
- Mats Ronander
- Mauro Scocco
- Melissa Horn
- Melpo Mene
- Mikael Wiehe
- Mora Träsk
- Nicke Borg
- Nikki
- Nina Kinert
- Ola Salo
- Olle Ljungström
- Pernilla Andersson Dregen
- Peter Belli
- Peter Jöback
- Peter LeMarc
- Rebecka Törnqvist
- Robyn
- Sara Varga
- Schradinova
- Sofia Jannok
- Sofia Karlsson
- Staffan Hellstrand
- The Heartbeat Band
- The Motorhomes
- Titiyo
- Thomas Di Leva
- Tomas Andersson Wij
- Totta Näslund
- Ulf Lundell
- Uno Svenningsson
- Vera Vinter
- Veronica Maggio